# Obelisk w Płochocinie
Obelisk w Płochocinie – Miejsce Pamięci Narodowej upamiętniające tragiczną śmierć leśniczego Witolda Bielowskiego (1893–1939), który zginął przez rozstrzelanie. 
Znajduje się on w województwie kujawsko-pomorskim, powiecie świeckim, gminie Warlubie, w osadzie leśnej Płochocin. Obelisk upamiętnia wydarzenia związane z postacią dzielnego leśnika, patrona Gimnazjum Publicznego w Warlubiu Witolda Bielowskiego, które mały miejsce podczas II wojny światowej. Dotyczy on jego śmierci mężczyzny poprzez rozstrzelanie, za ukrywanie broni, która została znaleziona po nakazie przeszukania posesji leśnika. Nakaz został wydany po tym, gdy niemieccy żołnierze wydelegowani do naprawienia kranu w zamieszkiwanym przez Witolda i jego rodzinę mieszkaniu służbowym, natknęli się na ukryty pod wanną aparat radiowy. Podczas przesłuchań pomimo tortur, Witold nie wydał żadnego z członków Przysposobienia Wojskowego Leśników (organizacji patriotyczno-obronnej w czasach II wojny światowej, w której działali leśnicy Borów Tucholskich). 
Kamienny obelisk z marmurową tablicą, upamiętniający wyżej opisane wydarzenie, został ufundowany dzięki staraniom Gminnego Komitetu Ochrony Pamięci Walk i Męczeństwa, przy wydatnej pomocy leśników w miejscu egzekucji na polanie leśnej w Płochocinie. Uroczyście odsłonięty został w 43 rocznicę bestialskiego mordu j. 28 października 1982 na marmurowej tablicy znajduje się napis: „W HOŁDZIE BESTIALSKO ZAMORDOWANEMU PRZEZ OKUPANTA HITLEROWSKIEGO 28 PAŹDZIERNIKA 1939 R. NADL. WITOLDOWI BIELOWSKIEMU W MIEJSCU KAŹNI SPOŁECZEŃSTWO GMINY WARLUBIE I LEŚNICY BORÓW TUCHOLSKICH”.  
Opiekunami tego Miejsca Pamięci Narodowej są: Nadleśnictwo Dąbrowa oraz Gimnazjum Publiczne im. Witolda Bielowskiego w Warlubiu.